# ابراهیم فلالی
ابراهیم بن هاشم فلالی(۱۹۰۶-۱۹۷۴) شاعر مکّی بود که همان‌جا درس خواند و درس داد. باشندهٔ قاهره شد و آنجا درگذشت. دیوان‌های شعر او «صدی الألحان»، «ألحانی»، «طیور أبابیل» و کتاب‌های «رجالات حجاز» و «المرصاد» هستند.